# Thor Steinar
Thor Steinar est une marque de vêtements allemande, fondée en 2002 à Königs Wusterhausen. Elle produit des vêtements prisés par les néonazis et plus largement les mouvances d'extrême droite. Elle mêle des runes, des symboles nordiques comme des drakkars et des codes proches de références au nazisme à un style plus classique,. Son nom fait référence au dieu du Tonnerre dans la mythologie nordique Thor. 
La marque fait l'objet de plusieurs interdictions légales en Allemagne, où elle est considérée par les pouvoirs publics comme un outil identification des néonazis.
Depuis 2010, la société, Mediatex GmbH, est codirigée par son fondateur, Uwe Meusel, et par son nouvel associé, l'entrepreneur suisse Marco Wäspe,,.

## Histoire
La marque Thor Steinar est fondée en 2002 à Königs Wusterhausen par Axel Kopelke et Uwe Meusel. En 2003, l'entreprise prend le nom de Mediatex Gmbh. Au départ, la marque se développe avec peine, confinée dans un marché restreint. Pourtant, en 2006, le chiffre d'affaires va déjà atteindre les 450 000 euros. Axel Kopelke quitte l'entreprise en 2007.

### Interdictions de la marque dans des espaces publics allemands
En 2004, un tribunal de l'État du Brandebourg affirme que, suivant un rapport interne de police, le nom de la marque serait une allusion au nom d'un général de la SS, Felix Steiner. Le tribunal déclare en conséquence lancer une procédure d'interdiction de la marque. L'année suivante, l'Office de protection de la Constitution du Brandebourg interdit l'ouverture d'un magasin par la marque sur son territoire, au motif que Thor Steinar serait un « symbole de reconnaissance pour l'extrémisme de droite ».
La même année, le tribunal de Neuruppin rejette le recours d'un plaignant qui avait été arrêté à la suite d'une manifestation à Oranienburg, au motif qu'il portait des vêtements de la marque. Le tribunal déclare que le logo de la marque reprend la « symbolique et les signes de reconnaissance d'une organisation hostile à la Constitution » et que son port peut donc être considéré comme punissable.
Le 13 juin 2012, les huit membres du groupe du NPD prennent part à la session du parlement de Saxe en portant des vêtements de la marque. Le président de l'assemblée, Matthias Rössler, les fait évacuer de la salle.
La marque a encore été officiellement interdite au parlement de l'État de Mecklenburg-Vorpommern, ainsi que dans plusieurs stades de football. La marque est aussi prohibée par le règlement de nombreuses écoles en Allemagne. 
Elle est interdite à l'intérieur du périmètre du Parlement fédéral d'Allemagne.

### Actionnaires émiratis
La société Mediatex, qui peine à trouver des investisseurs, est rachetée subitement en novembre 2008 par Al Zarooni Tureva, un investisseur de Dubaï. Un appel au boycott a alors été lancé par un groupe de « Nationalistes autonomes » de Essen. Le groupe déclare vouloir « absolument mettre en garde les jeunes militants » contre la « cupidité » de Thor Steinar, qui serait devenue « une entreprise capitaliste comme les autres, dirigée par un Arabe ». Le groupe ajoutait que « le combat pour une conception du monde complexe ne saurait se réduire à l'achat d'un t-shirt »,.
Début 2010, les investisseurs de Dubaï se retirent de l'entreprise,. L'entrepreneur suisse Marco Wäspe reprend alors les rênes de Thor Steinar (Mediatex Gmbh), en s'associant avec le fondateur de la marque Uwe Meusel. Le siège social de Mediatex Gmbh est en même temps transféré à Mittenwalde,,.

### Usage par des «gardes de sécurité d'Amazon»
Un documentaire allemand, Ausgeliefert ! Leiharbeiter bei Amazon, publié sur la chaîne ARD, révèle les conditions de travail peu respectueuses des pratiques européennes des intérimaires saisonniers au sein de l'entreprise Amazon. Le documentaire affirme que ces employés seraient encadrés par des gardes néonazis, identifiés comme tels grâce à leurs vêtements Thor Steinar et par le nom de la société HESS (Hensel European Security Service) qui ferait allusion à Rudolf Hess. La société HESS a toujours démenti ces accusations,,. Toutefois, à la suite du reportage, Amazon rompra son contrat avec la société HESS.

## Imagerie et références nordiques et néonazies
Le logo de la marque est formé à partir de la combinaison de deux runes nordiques, Tīwaz (ᛏ) et Sōwilō (ᛋ), la seconde utilisée, sous le nom Sieg, dans l'insigne de la Schutzstaffel (SS),.
Thor Steinar s'inscrit dans une tendance plus large de l'extrême droite radicale à mettre de côté les looks nostalgiques, skinheads ou caricaturaux, et à adopter une nouvelle mode, discrète car elle emploie une imagerie qui n'évoque le néonazisme qu'aux yeux des initiés, sportive, intégrable aux tendances streetwear,,. Cette nouvelle mode marquerait, chez les jeunes militants, le passage du Nazi-Skinhead, « le crâne rasé portant bottes de saut et veste bomber », à un nouveau type, moins marginal, nettement plus discret et bien mieux intégré dans la société, le Nipster (contraction de « Nationalist » ou « Nazi » et de Hipster).
Les références de la marque au Troisième Reich, au nazisme et à l'extrême droite se font également par les noms employés. Un pantalon commercialisé par la marque, nommé Rudolf, renvoie ainsi à Rudolf Hess. Une boutique de la marque est nommée Brevik en hommage au terroriste norvégien Anders Breivik.
La marque a utilisé aussi pendant un temps, dans les codes de sa collection, le drapeau de la Norvège.  En 2008, le gouvernement norvégien, qui a refusé de voir son drapeau associé à la marque, a porté l'affaire en justice, sans obtenir gain de cause. La marque a toutefois abandonné cet usage du drapeau norvégien.

## Mouvements d'opposition

### En Allemagne
Identifiée comme un moyen de propagande au service des mouvances d'extrême droite, la marque est dénoncée à ce titre par diverses composantes de la société, dont les mouvements Antifa. Le site web de lutte contre l'extrême droite Endstation Rechts (de) produit ainsi une marque parodique nommée Storch Heinar (de). 
Les magasins vendant les produits de la marque seront régulièrement la cible de manifestations, de pétitions, de déprédations diverses ou d'actes de violence, aboutissant souvent à des résiliations de bail, entraînant leur fermeture,.
En 2008, deux magasins ont été ouverts à Berlin (à Königs Wusterhausen et à Berlin-Friedrichshain). Ils ont tous deux été fermés en 2010 à la suite de plaintes. Les magasins avaient subi régulièrement de nombreuses déprédations,.
En 2012, la marque a ouvert à Chemnitz, en Saxe, une boutique appelée « Brevik », nom proche de celui du tueur de masse norvégien Anders Breivik, déclenchant l'ire des autorités de la ville et d'une partie des habitants,. Dans un premier temps, la marque s'est défendue en affirmant qu'il s'agissait d'une référence à la ville norvégienne de Brevik, avant de renommer une semaine plus tard sa boutique en « Tønsberg ».
Un magasin, ouvert à Hambourg en 2017, a été fermé, à la suite d'actes de vandalismes et de plaintes émanant de la plupart des partis politiques de la ville, en janvier 2018.

### Piratage informatique
En 2010, des pirates informatiques liés aux hackers du CCC récupèrent la liste des clients du magasin en ligne de la marque et publient celle-ci. Ainsi les noms de membres du Front national, du Front national de la jeunesse, d'autres mouvements de droite, ainsi que ceux de plusieurs militaires du 2 REP (Légion Etrangère) seront mis en ligne sur les sites « antifas ».

## Données économiques
En 2008, l'entreprise employait 40 personnes.
La firme s'est subdivisée en trois entreprises différentes dont les comptes sont séparés : Mediatex Gmbh, Skytec Outlets GmbH (qui assure la vente de l'outlet de la marque) et Protex GmbH.  MediaTex GmbH, qui déclarait en avril 2003 un capital de départ de 25 000 euros, annonçait en 2015 un bilan total de 8,3 millions d'euros. Si les deux autres branches se sont apparemment moins bien développées, le bilan total de l'entreprise aurait atteint les 12,9 millions d'euros en 2016. Le nombre d'emplois créés par la marque serait de 160 (chiffre de 2015).
En 2019, Mediatex Gmbh dispose de huit magasins en Allemagne (à Dresde, Plauen, Erfurt, Chemnitz, Schwerin, Magdebourg, Essen et Halle). 

## Matériel et produits

### Streetwear,sportswearet vêtements de ville
La marque vendait au départ principalement des vêtements de sports, de loisirs et de streetwear, tels que capuches, t-shirts, polos, pantalons cargo, bermudas, caleçons de bain, etc. La gamme s'est diversifiée et étendue aux vêtements de ville (chemises à manches longues et courtes), aux sous-vêtements et à d'autres accessoires (sacs à dos, lunettes de soleil, etc).

### Catalogues
La marque crée deux collections par année et publie deux catalogue (automne/hiver et printemps/été). Les collections sont réparties dans des sous-collections diverses, dont les noms sont en grande partie empruntés à la mythologie nordique, ou alors y font allusion (Division Steinar, Asgard, Walhalla, Legion Nord, Gungnir, Rone, Ragnar, etc),. 

### Matériaux
Les textiles sont issus de laine de coton, de polyester et de nylon. Ils seraient dessinés en Allemagne mais produits en Chine et en Turquie. La distribution se fait depuis l'Allemagne, à partir des trois adresses différentes des trois entreprises (Mediatex Gmbh, Skytec Outlets GmbH et Protex GmbH).

## Influence
Le succès de la marque dans une certaine niche a inspiré d'autres entrepreneurs. 
Ainsi, en 2009, un employé de Mediatex Gmbh, Udo Siegmund, quitte la marque pour créer la sienne propre, Erik and Sons, avec siège à Königs Wusterhausen. Le design de la marque se réfère essentiellement au monde des Vikings et de la navigation.
La même année, un militant du NPD, Patrick Schröder, fonde une autre marque, Ansgar Aryan, dont les produits sont nettement plus explicites quant à leurs références historiques. Schröder est par ailleurs le créateur et l'animateur d'une radio en ligne, FSN (pour Frei-Sozial-National), d'orientation nationaliste.